# Institut catholique de Lille
Pour les articles homonymes, voir ICL.

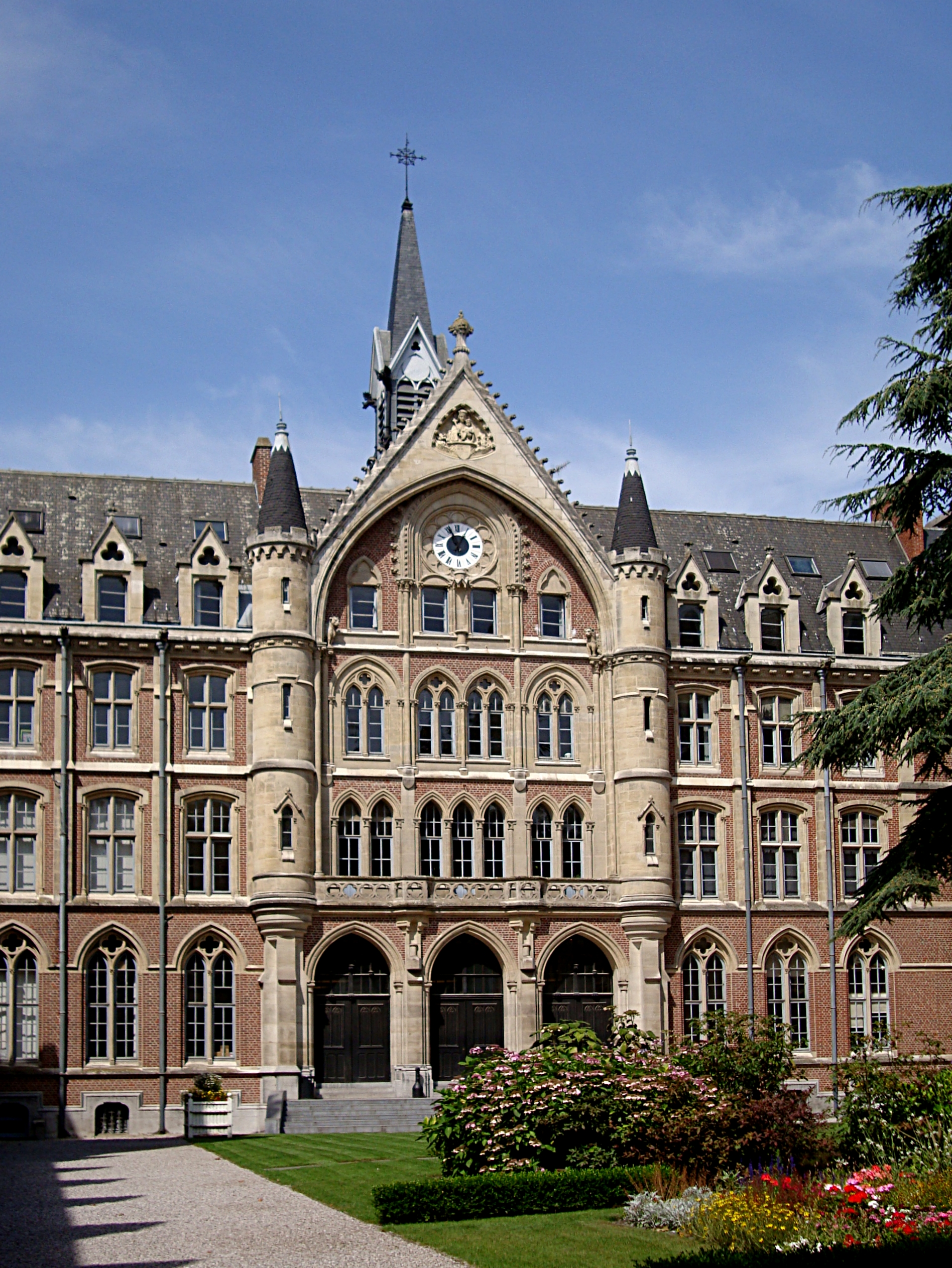
Bâtiment principal des facultés de l'université catholique de Lille.

Les facultés de l'université catholique de Lille, officiellement l'Institut catholique de Lille (ICL), est un établissement d'enseignement supérieur privé d'intérêt général (EESPIG) fondé en 1875, membre de la Fédération universitaire et pluridisciplinaire de Lille, plus connue sous le nom d'université catholique de Lille (UCL). Il regroupe 5 facultés, 2 instituts, une école et un groupement hospitalier de 1 000 lits (GH-ICL).
L'Institut et ses facultés ont été reconnues d'utilité publique par la loi du 17 novembre 1941. Depuis le 23 juillet 2015, il a le statut d'établissement d'enseignement supérieur privé d'intérêt général.
Les cinq facultés de l'université catholique de Lille participent au programme Erasmus+ grâce à la charte attribuée par la Commission européenne.

## Histoire
L'Institut et ses facultés sont fondés en 1875 mais proprement opérationnel en 1877.
En 1927, le cinquantenaire donne lieu à d'imposantes fêtes, célébrant la poursuite de l'activité dans un contexte parfois difficile comme la loi de séparation des Églises et de l'État de 1905, et les troubles qui l'ont précédées et suivies.

## Composition
Les 5 facultés de l'université catholique de Lille sont :
- la faculté de droit (anciennement « faculté libre de droit») ;

Fondée une première fois en 1875, elle disparaît dans les années 1960 puis rouvre en 1993 avec 140 étudiants. Lors de la rentrée 2009, elle ouvre une antenne parisienne dans le quartier de la Défense. En 2013, l'antenne parisienne de la faculté déménage à Issy-les-Moulineaux.
- la faculté de médecine, maïeutique, sciences de la santé (FMMS) ;
- la faculté de gestion, d'économie et de sciences (FGES) ;

Elle regroupe, depuis décembre 2014, les anciennes faculté libre de sciences économiques et de gestion et faculté libre des sciences et des technologies. La faculté accueille en son sein l'Institut supérieur d'expertise et d'audit (ISEA). Elle a également ouvert, en 2014 , les masters du RIZOMM entité qui regroupe les différents masters de la FGES avec l'objectif de faire travailler ensemble les étudiants de disciplines différentes sur des projets communs afin de promouvoir et d'inculquer l'interdisciplinarité.
- la faculté des lettres et sciences humaines (FLSH) ;
- la faculté de théologie (FT).

### European School of Political and Social Sciences (ESPOL)
ESPOL, ou « European School of Political and Social Sciences » (École européenne de sciences politiques et sociales) est l'une des 7 composantes de l'université catholique de Lille.
Héritière de l'École de sciences sociales et politiques, créée au sein de l'Université catholique de Lille en 1894, ESPOL a ouvert ses portes en septembre 2012. Elle propose 7 formations en science politique, études européennes et relations internationales :
| 3 licences (enseignement bilingue français / anglais) :                                                                          | 4 masters (enseignement entièrement en anglais) : |
| --- | --- |
| - Licence européenne de science politique - Licence de relations internationales - Licence de philosophie, politique et économie | - Master's in "Global and European Politics" - Master's in "Food Politics and Sustainable Development" - Master's in "International and Security Politics" - Master's in "Digital Politics and Governance" |

### Institut universitaire santé social (IU2S)
L'Institut universitaire santé social (IU2S) est créé en 2012. Il propose une licence sciences sanitaires et sociales et des masters associés.
Les facultés de l'université catholique de Lille déclarent inscrire leurs actions « au service de l'homme, de la société et du monde pour contribuer aux évolutions économiques et sociales ».